# Ник Картер, король сыщиков
«Ник Картер, король детективов» (фр. Nick Carter, le roi des détectives) (также известен под названиями «Ник Картер, король сыщиков» или просто «Ник Картер»), 1908) — французский авантюрно-приключенческий сериал Викторен Жассе, сюжет которого заимствован из популярной американской серии романов о Нике Картере. Первый из серии фильмов, снятых Виктореном Жассе о похождениях Ника Картера (за ним последовали «Новые похождения Ника Картера», 1909, «Зигомар против Ника Картера», 1912, и проч.)

## Названия серий
- 1-я серия. Сторожевая башня. (8 сентября 1908) (185 метров)
- 2-я серия. Дело о драгоценностях. (22 сентября 1908) (218 метров)
- 3-я серия. Фальшивомонетчики. (6 октября 1908) (187 метров)
- 4-я серия. Грабители банка. (20 октября 1908) (150 метров)
- 5-я серия. Отпечатки пальцев. (27 октября 1908) (? метров)
- 6-я серия. Грабители в чёрных плащах. (19 ноября 1908) (235 метров)

## История создания
- «Новая фирма „Эклер“ скоро была замечена всеми, — писал Жассэ в 1911 году, — она переложила для кино полицейскую серию „Ник Картер“ и первая ввела в кино серию, иными словами, нашла способ заинтересовать публику одним артистом, появляющимся в той же роли в каждом новом фильме серии, так что публика уже сама начинала требовать продолжения. С тех пор эта идея вошла в обиход, „Эклер“ специализировалась на драмах и приключениях»[1].

## Художественные особенности
- «Введение серии сыграло важную роль. Она была заимствована из популярной литературы <…> Каждый выпуск серии „Ник Картер, король детективов“ представлял собой, согласно рекламе, „небывалый и завершенный сюжет“. <…> Для „Ника Картера“ и других своих серий Жассэ создал постоянный ансамбль и ввел актера, из фильма в фильм исполняющего роль одного и того же героя. Хотя фамилии и не указывались в программах, актеры все равно становились известными под именами тех героев, которых они играли. <…> Таким образом, уже намечался переход к новой Эпохе — эпохе кинозвезд…»[1].